# Drosophila limbata
Drosophila limbata este o specie de muște din genul Drosophila, familia Drosophilidae, descrisă de Roser în anul 1840. Conform Catalogue of Life specia Drosophila limbata nu are subspecii cunoscute.